# Тагиев, Габиб Гусейн оглы
Габиб Гусейн оглы Тагиев (азерб. Həbib Hüseyn oğlu Tağıyev; 1903, Казахский уезд — 16 июля 1960, Таузский район) — советский азербайджанский хлопковод, Герой Социалистического Труда (1948).

## Биография
Родился в 1903 году в селе Алимарданлы Казахского уезда Елизаветпольской губернии (ныне село в Товузском районе Азербайджана).
С 1921 года — председатель Мансурлинского сельского совета, заведующий Таузским районным отделом сельского хозяйства, председатель исполкома Таузского районного совета депутатов трудящихся. В 1947 году своей работой обеспечил перевыполнение в среднем по району планового сбора хлопка на 35,8 процентов. 
Указом Президиума Верховного Совета СССР от 10 марта 1948 года за получение в 1947 году высоких урожаев хлопка Тагиеву Габибу Гусейн оглы присвоено звание Героя Социалистического Труда с вручением ордена Ленина и золотой медали «Серп и Молот».
Активно участвовал в общественной жизни Азербайджана. Член КПСС с 1942 года.
Скончался 16 июля 1960 года в городе Тауз.